# De Schorre

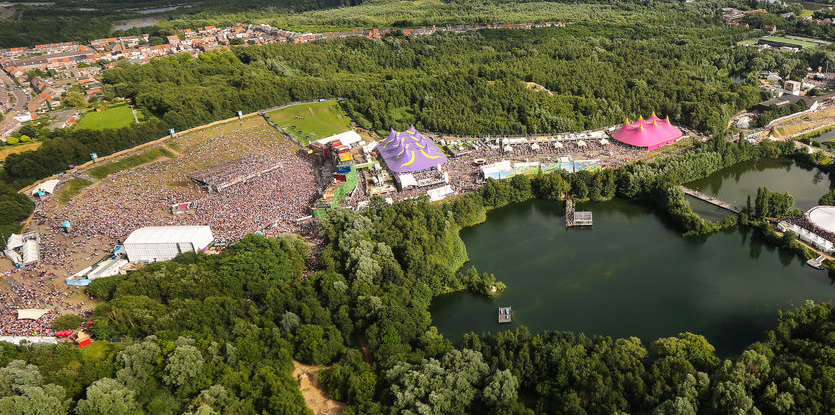
Musikfestival im Park

De Schorre ist ein Naherholungsgebiet in der belgischen Gemeinde Boom (Provinz Antwerpen).
Das 75 Hektar große Gebiet war ehemals eine Tongrube mit Ziegeleien. Das Gelände wurde 1986 von der Gemeinde gekauft und zu einem frei zugänglichen Naherholungsgebiet umgewandelt. Etwa ein Drittel besteht aus Wald.

## Stätten (Auswahl)
- Kongresszentrum (ehemaliges Lagerhaus)
- Brasserie
- Braxgata Hockeyclub mit Sportfeldern
- Fußballplatz
- Teich
- Minigolfanlage
- Wald mit großen Troll-Figuren
- Freiflächen für Veranstaltungen

## Veranstaltungen (Auswahl)
Von 1994 bis 2013 fand im Park das jährliche Weltmusikfestival Mano Mundo statt.
Seit 2005 findet das Tomorrowland, eines der weltweit bekanntesten Festivals für elektronische Tanzmusik, im Park statt.
2013 richtete der Hockeyclub die Feldhockey-Europameisterschaft der Herren und Damen aus.
Seit 2015 findet auf dem Gelände ein Cyclocross Rennen (Schorrecross bzw. Niels Albert CX) statt, das seit der Saison 2017/2018 Teil der Superprestige-Serie ist.